# Parmotrema betaniae
Parmotrema betaniae är en lavart som beskrevs av Hale. Parmotrema betaniae ingår i släktet Parmotrema och familjen Parmeliaceae.   Inga underarter finns listade i Catalogue of Life.